# Габриадзе, Леван Николаевич
Леван Николаевич Габриадзе (18 февраля 1906 года, село Дзукнури, Кутаисская губерния, Российская империя — неизвестно, Грузинская ССР) — грузинский советский партийный и хозяйственный деятель, секретарь Кутаисского райкома Компартии Грузии, Грузинская ССР. Герой Социалистического Труда (1950). Депутат Верховного Совета Грузинской ССР 3-го созыва.

## Биография
Родился в 1910 году в крестьянской семье в селе Дзукнури Кутаисской губернии. После окончания местной школы трудился рабочим в мастерских в Тифлисе. С октября 1928 по 1930 года служил в Красной Армии, после которой работал на Тифлисской швейной фабрике имени С. М. Кирова. С 1930 года — член ВКП(б). Окончил республиканские курсы печатных работников.
С 1932 года — инструктор в отделе партийной работы, редактор городской газеты в Кутаиси. С марта 1937 года — член, инструктор Кутаисского горкома ВКП(б), с декабря 1937 года — третий секретарь Кутаисского горкома партии. В 1939 году избран первым секретарём Кутаисского райкома партии. В феврале 1942 года в связи с двадцатилетием Грузинской ССР и за успешное руководство промышленным и сельскохозяйственным производством в Кутаисском районе был награждён Орденом «Знак Почёта». В годы Великой Отечественной войны в сложных условиях военного времени занимался обеспечением фронта сельскохозяйственными продуктами, организацией мобилизационных, оборонительных мероприятий, за что был награждён двумя орденами.
В послевоенные годы занимался восстановлением производства в Кутаисском районе. Благодаря его руководству промышленные и сельскохозяйственные предприятия за годы Четвёртой пятилетки (1946—1950) достигли уровня довоенного производства. Особенно высоких результатов достигли сельскохозяйственные предприятия. Способствовал перевыполнению в целом по району планового сбора урожая сортового зелёного чая на 84,1 %. Указом Президиума Верховного Совета СССР от 25 ноября 1950 года удостоен звания Героя Социалистического Труда за «получение высоких урожаев сортового зелёного чайного листа и винограда в 1949 году» с вручением ордена Ленина и золотой медали «Серп и Молот» (№ 5775).
Этим же Указом званием Героя Социалистического Труда были награждены председатель Кутаисского райисполкома Лаврентий Ражденович Маглаперидзе, заведующий районным сельскохозяйственным отделом Мелентий Семёнович Иаманидзе и главный районный агроном Георгий Окропирович Николайшвили.
Избирался депутатом Верховного Совета Грузинской ССР 3-го созыва (1951—1954).
С 1975 года — персональный пенсионер союзного значения. Дата смерти не установлена.
Награды
- Герой Социалистического Труда
- Орден Ленина
- Орден «Знак Почёта» (24.02.1941)
- Орден Трудового Красного Знамени (17.01.1944)
- Орден Красной Звезды (24.02.1946)
- Медаль «За оборону Кавказа» (01.05.1944)